# ワールド・ポーツ・クラシック
ワールド・ポーツ・クラシック（World Ports Classic）は、ロッテルダムとアントウェルペンを往復する、自転車競技、ロードレースにおける、ステージレース。UCIヨーロッパツアー2.1カテゴリとして2015年まで開催されていた。

## 概要
2012年に、アモリ・スポル・オルガニザシオン(ASO)の主催で初開催された。2日間のミニステージレースであり、8月31日にロッテルダムからアントウェルペンまで、9月1日には逆にアントウェルペンからロッテルダムまでの区間で行われた。
2016年以降、開催されていない。

## 歴代優勝者
| 年   | 選手名               |
| ---- | -------------------- |
| 2012 | トム・ボーネン       |
| 2013 | ニコラス・マース     |
| 2014 | テオ・ボス           |
| 2015 | クリス・ブックマンス |